# Mieczysław Lisiewicz
Mieczysław Jan Lisiewicz (ur. 28 stycznia 1897 we Lwowie, zm. 2 września 1975 w Londynie) – podpułkownik dyplomowany obserwator Wojska Polskiego, literat.

## Życiorys
Urodził się 28 stycznia 1897 we Lwowie, w rodzinie Zygmunta (adwokata) i Eugenii z domu Kubickiej. Był bratem Teodozji.
Po zakończeniu I wojny światowej, jako były oficer c. i k. armii został przyjęty do Wojska Polskiego i zatwierdzony w stopniu porucznika. U kresu wojny brał udział w obronie Lwowa podczas wojny polsko-ukraińskiej. Następnie brał udział w wojnie polsko-bolszewickiej. 
Został awansowany na stopień rotmistrza jazdy ze starszeństwem z dniem 1 czerwca 1919. W 1923 był adiutantem sztabowym 2 pułku szwoleżerów. Z dniem 1 listopada 1924 został przydzielony z Gabinetu Ministra Spraw Wojskowych do Wyższej Szkoły Wojennej w Warszawie, w charakterze słuchacza Kursu normalnego 1924–1926. 11 października 1926, po ukończeniu kursu i otrzymaniu dyplomu naukowego oficera Sztabu Generalnego, został przydzielony do XIII Brygady Kawalerii.
Następnie został przeniesiony do korpusu oficerów lotnictwa i zweryfikowany w stopniu kapitana ze starszeństwem z dniem 1 czerwca 1919. W 1928 był oficerem 6 pułku lotniczym we Lwowie. W kwietniu 1929 został przeniesiony do kadry oficerów lotnictwa z równoczesnym przeniesieniem służbowym do Dowództwa 3 Grupy Lotniczej w Krakowie na stanowisko szefa sztabu. W marcu 1932 wrócił 6 pułku lotniczego, na stanowisko dowódcy 61 eskadry liniowej. W marcu 1934 został zwolniony z zajmowanego stanowiska w 6 plot. i oddany do dyspozycji dowódcy Okręgu Korpusu Nr VI. Z dniem 31 lipca 1934 został przeniesiony w stan spoczynku.
Był także poetą i dramatopisarzem. Pisał wiersze o tematyce marynistycznej i lotniczej. W 1938 opublikował powieść pt. Trop nad jeziorem. Opowieść naroczańska, opiewającą Narocz. Przed 1939 pełnił funkcję sekretarza literackiego Teatrów Miejskich we Lwowie.
Podczas II wojny światowej przedostał się na Zachód. Był adiutantem sztabowym gen. Władysława Sikorskiego. Później służył w Polskich Siłach Powietrznych w Wielkiej Brytanii w stopniu majora jako oficer obserwator (stopień RAF: S/Ldr). Posiadał numer służbowy RAF P-2035. Po wojnie pozostał na emigracji w Wielkiej Brytanii. Do końca życia pozostawał w stopniu podpułkownika. Na emigracji kontynuował pisarstwo, w prozie odwoływał się do wspomnień z Kresów. W Londynie należał do oddziału ZASP, Koła Lwowian. Laureat Nagrody Związku Pisarzy Polskich na Obczyźnie w 1964 roku.
Zmarł 2 września 1975 w Londynie. Został pochowany na tamtejszym cmentarzu Kensington Cemetery.

## Ordery i odznaczenia
- Krzyż Walecznych (czterokrotnie, przed 1923)
- Medal Lotniczy (czterokrotnie)[2]
- Krzyż Oficerski Orderu Korony Włoch (Włochy, przed 1924)
- Krzyż Kawalerski Orderu Legii Honorowej (Francja, przed 1928)
- Krzyż Kawalerski Orderu Gwiazdy Czarnej (Francja, przed 1924)
- Krzyż Kawalerski Orderu Korony (Belgia, przed 1928)
- Złota Honorowa Odznaka Koła Lwowian w Londynie[1]
- rumuńska Odznaka Obserwatora (1929)[23]

## Publikacje
- Suita lotnicza (1932)
- Legendy i ballady (1933)
- Trop nad jeziorem. Opowieść naroczańska (1938, 1946)
- Alarm na wybrzeżu. Taka sobie historia (1939)
- Kroniki Narorczańskie (1943), Chronicles of Lake Narocz (1945)
- Z pamiętnych dni. Wspomnienia adjutanta (1944)
- Destiny can wait. The Polish Air Force in the Second World War (1949)
- Gdzie goręcej biją serca (1954)
- Awantura na całego. Niezwykłe przygody dwu chłopców (1954, współautorka: Danuta Laskowska)
- Duchy na strychu. Prawdziwe zdarzenia na wakacjach (19614, współautorka: Janina Chrzanowska)